# Trenčianske Stankovce
Trenčianske Stankovce (in ungherese Trencsénsztankóc) è un comune della Slovacchia facente parte del distretto di Trenčín, nella regione omonima.
È citata per la prima volta in un documento storico nel 1345.